# Tomasz Budziński
Tomasz Budziński (Opoczno, 14 april 1998) is een Pools wielrenner die rijdt bij het Poolse Voster ATS Team. Zijn tweelingbroer Marcin is ook wielrenner.

## Carrière
In 2021 maakte Budziński de overstap van Wibatech Merx 7R naar HRE Mazowsze Serce Polski. Hij werd dat jaar onder meer vierde in de Memoriał Henryka Łasaka en twaalfde in het eindklassement van de Ronde van Roemenië. Eind juni 2022 werd hij achtste in het door Norbert Banaszek gewonnen nationale kampioenschap op de weg. Drie dagen later stond hij aan de start van de Koers van de Olympische Solidariteit, waar hij na vijf ritten op de tweede plaats in het algemeen klassement eindigde. In augustus won hij de Memoriał Henryka Łasaka, voor de Tsjechische ploeggenoten Michael Boroš en Matěj Zahálka.
In juni 2023 werd Budziński dertiende in het eindklassement van de Ronde van Małopolska. Later dat jaar eindigde hij op de derde plek in het algemeen klassement van de Ronde van het Poyangmeer.

## Overwinningen
2022
Memoriał Henryka Łasaka

## Ploegen
- 2019 –  Team Hurom
- 2020 –  Wibatech Merx 7R
- 2021 –  HRE Mazowsze Serce Polski
- 2022 –  HRE Mazowsze Serce Polski
- 2023 –  HRE Mazowsze Serce Polski
- 2024 –  Mazowsze Serce Polski
- 2025 –  Voster ATS Team